# Super
Super byl český bulvární deník, který od 25. dubna 2001 do července 2002 vydávala firma e-Media vlastněná investičním fondem I.EPIC Holding. Vydavatelé přišli na trh s tím, že chtějí zaplnit mezeru mezi Bleskem a Mladou frontou Dnes. Noviny o 24 stranách měly výraznou grafiku, velké titulky a mnoho ilustračních fotografií. V září 2001 průměrný prodejný náklad činil 219 tisíc výtisku, následně začaly prodeje klesat, v prosinci téhož roku se prodalo 132 tisíc kusů a v květnu 109 tisíc. Podle Media Projektu byl 4. nejčtenějším deníkem v zemi. Deník spolupracoval s televizemi Prima a Nova, jejichž inzerce se na jeho stránkách objevovala. Na oplátku Nova vysílala reklamy na Super. Předsedou představenstva společnosti e-Media byl Pavel Rozsypal.